# Loris Gubian
Loris Gubian   (La Croix-Rousse, 4 de gener de 1989) és un ex-pilot de trial francès. L'any 2008 va guanyar el Campionat del Món de trial júnior i el 2009 el Campionat de França i el Campionat d'Europa de trial amb la motocicleta catalana Gas Gas. El 2018 va guanyar amb la Gas Gas el nou campionat que havia creat feia poc la FIM per a les motos elèctriques, la Copa del món de Trial-E.
A finals de la temporada del 2019, Loris Gubian va anunciar la seva retirada definitiva de les competicions.

## Palmarès
| Any          | Motocicleta  | C. del Món outdoor | C. del Món indoor | C. de França | Altres            |
| ------------ | ------------ | ------------------ | ----------------- | ------------ | ----------------- |
| 2003         | Scorpa       | -                  | -                 |              | C. Eur. juvenil   |
|              |              |                    |                   |              |                   |
| 2007         | Sherco       | -                  | 12è               |              |                   |
| 2008         | Sherco       | 21è                | -                 |              | C. Món júnior     |
| 2009         | Gas Gas      | 9è                 | 11è               | 1r           | C. d'Europa       |
| 2010         | Gas Gas      | 9è                 | 7è                | 1r           |                   |
| 2011         | Gas Gas      | 7è                 | 9è                | 1r           |                   |
| 2012         | Gas Gas      | 12è                | 6è                |              |                   |
| 2013         | Gas Gas      | 8è                 | -                 |              |                   |
| 2014         | Ossa         | 18è                | 7è                |              |                   |
| 2015         | Gas Gas      | -                  | 8è                |              |                   |
| 2016         | Beta         | 14è                | -                 |              |                   |
| 2017         | Beta         | 20è                | 10è               |              |                   |
| 2018         | Gas Gas      | -                  | -                 |              | C. FIM de Trial-E |
| Total títols | Total títols | 0                  | 0                 | 3            | 4                 |

1. ↑  Al total de títols s'hi compten tots els campionats estatals o internacionals guanyats